# Burg Landskron (Oppenheim)
Die Burg Landskron, ehemalige Reichsburg Oppenheim, ist die Ruine einer Höhenburg bei Oppenheim im Landkreis Mainz-Bingen in Rheinland-Pfalz. Die Burg ist auf einem strategisch günstigen Punkt auf dem Berg von Oppenheim errichtet.

## Geschichte
Bevor die Burg Landskron errichtet wurde, stand wahrscheinlich an gleicher Stelle eine salische oder staufische Befestigung, die 1118 als "praesidium" genannt im Besitz von König Heinrich V. durch Truppen des Mainzer Erzbischofs Adalbert zerstört wurde.
Die Burg selbst wurde vermutlich Anfang des 13. Jahrhunderts erbaut. Die älteste erhaltene schriftliche Erwähnung der „Reichsburg Oppenheim“ stammt von 1244. Diese Burg wurde 1257 und 1275 von den Bürgern Oppenheims in einem Streit mit den Burgmannen um deren Privilegien zerstört. Rudolf von Habsburg zwang die Bürger aber, die Burg bis 1281 wieder aufzubauen. 1375 verpfändete Kaiser Karl IV. die Burg an Ruprecht von der Pfalz. Entsprechend ließ Ruprecht die Burg ausbauen. Nach ihm folgte sein Enkel Ruprecht III. als Besitzer der Burg, der auch dort verstarb. Kurfürst Friedrich V. veranlasste 1615 einen schlossartigen Umbau der Burg.
Das Schloss brannte im Dreißigjährigen Krieg während des Stadtbrands von Oppenheim im Jahre 1621 aus. Erst nach dem Dreißigjährigen Krieg erhielt die Burg 1668 den heutigen Namen „Burg Landskron“. Im Pfälzischen Erbfolgekrieg sprengten französische Truppen unter Ezéchiel du Mas (Mélac) 1689 den Bergfried. In den folgenden Jahren nutzten die Bürger die Ruine als Steinbruch.
Im 19. Jahrhundert ging die Ruine in das Eigentum der Stadt Oppenheim über, die 1875 eine Aussichtsplattform auf dem Stumpf des Bergfrieds errichtete. 1978 wurde die Burg dem Land Rheinland-Pfalz übereignet. Das Land ließ die Ruine in den Jahren 1990 bis 1994 umfangreich sanieren und archäologisch untersuchen.

## Organisation
Der Burg waren Burgmannen zugeordnet, die diese Stellen als Lehen vom jeweils über die Burg Verfügungsberechtigten – zunächst also vom König, später vom pfälzischen Kurfürsten – verliehen bekamen. Sie sorgten vor Ort für die militärische Funktionstüchtigkeit der Anlage. Zu den Familien, die hier eine Burgmannenstelle innehatten, gehörte die Familie Scharfenstein. Deren Burgmannenstelle gelangte durch Heirat 1357 an die Familie der Kämmerer von Worms.

## Heutige Nutzung
Die Burgruine Landskron ist heute eine Freilichtkulisse für die Theaterfestspiele der Stadt Oppenheim und für Sommerkonzerte sowie Ausgangs- und Endpunkt eines Weinlehrpfades.
Jedes Jahr finden dort in der ersten Maihälfte auch ein mittelalterlicher Markt und Spectaculum der Stadt Oppenheim statt. Es ist jedes Jahr ein besonderes Ereignis für Jung und Alt. Von der Burgruine hat man einen Ausblick über die gesamte Bergstraße mit dem 517 Meter hohen Melibokus im Odenwald, Worms mit dem Wormser Dom, Ludwigshafen am Rhein mit dem Industriegebiet der BASF und Mannheim mit dem Fernmeldeturm. Wenn man außerdem ein Fernglas nutzt, kann man sogar die 140 Kilometer entfernte Hornisgrinde im Schwarzwald erspähen.

## Anlage

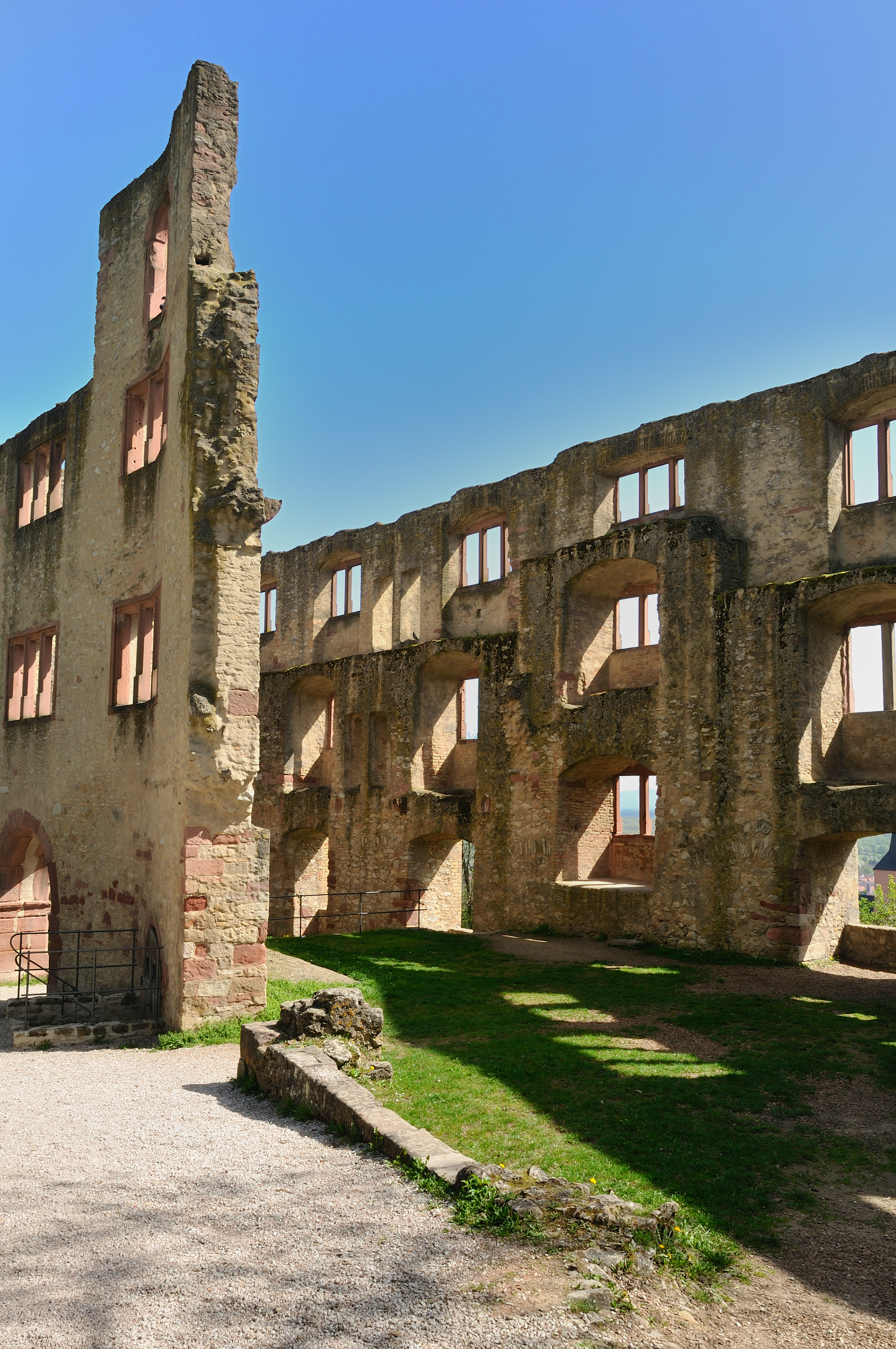
Ruine des Palas

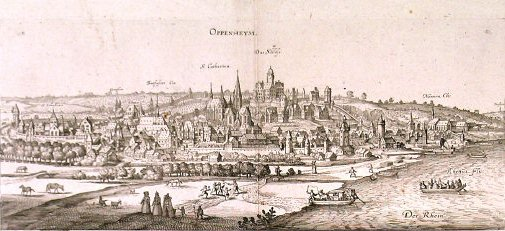
Oppenheim 1645. Kupferstich von Matthaeus Merian. Kopie von Janssonius 1682.

Von der gesamten Burganlage mit dem im 16. Jahrhundert erbauten dreigeschossigen Palas sind noch erhebliche Mauerreste erhalten. Die Architektur des Wiederaufbaus zeigt überall Spuren der jeweils gängigen Baustile.
Außergewöhnlich ist auch der Burgbrunnen aus dem 13. Jahrhundert: Er hat eine Tiefe von nahezu 40 Meter, darin befindet sich eine Wassersäule von ca. 2,50 Meter. Das Wasser wird heute mit einer elektrischen Tauchpumpe nach oben befördert.